# Pick–Matrix
Pick–Matrix ist ein mathematischer Begriff, der in dem mathematischen Teilgebiet der Analysis Verwendung findet. Hier bezeichnet man eine quadratische Matrix {\displaystyle P=(p_{ij})_{i=1,\dotsc ,n;\ j=1,\dotsc ,n}\in {\mathbb {C} }^{n\times n}} als Pick–Matrix, wenn eine positive natürliche Zahl {\displaystyle n} und dazu {\displaystyle n} paarweise verschiedene komplexe Zahlen {\displaystyle a_{i}\in \mathbb {D} \,(i=1,\dotsc ,n)} und weiter {\displaystyle n} komplexe Zahlen {\displaystyle b_{i}\in {\mathbb {C} }\,(i=1,\dotsc ,n)} gegeben sind, so dass das jeweilige  {\displaystyle ij}–Element von {\displaystyle P} die Form
{\displaystyle p_{ij}={\frac {1-{\overline {b_{i}}}b_{j}}{1-{\overline {a_{i}}}a_{j}}}}
hat.
Der Begriff spielt eine wesentliche Rolle im Zusammenhang mit dem sogenannten Interpolationsproblem von Pick und Nevanlinna.

## Interpolationsproblem
Das Interpolationsproblem von Pick und Nevanlinna – oder auch Nevanlinna–Pick–Interpolationsproblem (englisch Nevanlinna–Pick interpolation problem) – geht auf wissenschaftliche Publikationen der beiden Mathematiker Georg Pick und Rolf Nevanlinna aus den Jahren 1916 bzw. 1919 zurück. Es behandelt die folgende Fragestellung:
Gegeben seien {\displaystyle n} paarweise verschiedene komplexe Zahlen {\displaystyle a_{i}\in \mathbb {D} \,(i=1,\dotsc ,n)} und weiter {\displaystyle n} komplexe Zahlen {\displaystyle b_{i}\in {\mathbb {C} }\,(i=1,\dotsc ,n)}.
Zu diesen Zahlen wird eine Funktion {\displaystyle f\in H^{\infty }(\mathbb {D} )} gesucht, welche die  folgenden beiden  Nebenbedingungen erfüllen soll:
(i) {\displaystyle f(a_{i})=b_{i}\,(i=1,\dotsc ,n)}
(ii) {\displaystyle \|f\|_{\infty }\leq 1}

### Interpolationssatz
Es gilt zu dem genannten Problem der folgende Interpolationssatz  von Pick und Nevanlinna:
Das Interpolationsproblem von Pick und Nevanlinna ist lösbar genau dann, wenn die zu diesen {\displaystyle a_{i}\,(i=1,\dotsc ,n)} und  {\displaystyle b_{i}\,(i=1,\dotsc ,n)} gehörige Pick-Matrix nichtnegativ-definit ist.

## Andere Definition
In einer im Jahre 1974 erschienenen Monographie von William F. Donoghue, Jr., wird der Begriff der Pick–Matrix in einer anderen Weise definiert. Hier bezeichnet man eine quadratische Matrix  {\displaystyle P=(p_{ij})_{i=1,\dotsc ,n;\ j=1,\dotsc ,n}\in {\mathbb {C} }^{n\times n}} als Pick–Matrix, wenn eine positive natürliche Zahl {\displaystyle n} sowie {\displaystyle n} komplexe Zahlen {\displaystyle z_{i}\in \mathbb {H} \,(i=1,\dotsc ,n)} und weiter eine Funktion {\displaystyle \phi \colon \,\mathbb {H} \to \mathbb {C} } vorliegen, so dass das jeweilige  {\displaystyle ij}–Element von {\displaystyle P} die Form
{\displaystyle p_{ij}={\frac {\phi (z_{i})-{\overline {\phi (z_{j})}}}{z_{i}-{\overline {z_{j}}}}}}
hat.

## Erläuterungen
1. {\displaystyle \mathbb {D} =\{z\in \mathbb {C} :|z|<1\}} ist die offene Einheitskreisscheibe.
2. {\displaystyle \mathbb {T} =\{z\in \mathbb {C} :|z|=1\}}  ist die Einheitskreislinie (oder auch Kreisgruppe).
3. {\displaystyle H^{\infty }(\mathbb {D} )} ist der zu den beschränkten holomorphen Funktionen {\displaystyle f\colon \mathbb {D} \to \mathbb {C} } gehörige Hardy-Raum.
4. {\displaystyle \mathbb {H} =\{x+iy\in \mathbb {C} :y>0\}} ist die (offene) obere Halbebene.
5. Der Interpolationssatz  von Pick und Nevanlinna lässt sich auf mehreren Wegen herleiten. So gab etwa Donald E. Marshall im Jahre 1975 einen elementaren konstruktiven Beweis. Zuvor war im Jahre 1967 schon von Donald Erik Sarason gezeigt worden, dass der Pick–Nevanlinna'sche Interpolationssatz sich auch als Folgerung aus einem von Sarason vorgelegten – grundlegenden! – Theorem im Rahmen der Theorie der beschränkten Operatoren auf Hardy-Räumen ergibt.[3]